# Raquel Garza
Raquel Garza (Tampico, Tamaulipas, 28 de abril de 1965) es una actriz y comediante mexicana famosa por su personaje de Tere la Secretaria.

## Biografía
Raquel Garza nació en 1965 en Tampico, Tamaulipas. Estudió en el Instituto Andrés Soler. En sus inicios trabajó como miembro de la liga Latinoamericana de Improvisación y fue asistente del mago Ari Sandy y del Mago Krotani. 
En 1984, Raquel debutó en el teatro con la obra Amor de Don Perlimplín con Belisa en su Jardín, participó en la obra Retablillo de Don Cristóbal de Federico García Lorca, y realizó también varias temporadas de la obra Don Juan Tenorio. También ha hecho doblaje.
En radio, ha participado en La razón y el corazón, Querer es poder, Duendes y Las aventuras de Don Procopio.
En cine, participó en la cinta Take of Beverly Hills y en televisión, realizó participaciones especiales en telenovelas como Gente bien, Ramona, Amor real y Velo de novia, además apareció en varios capítulos de Mujer casos de la vida real. En 2006 trabajó en el telenovela La fea más bella con el personaje de Sara Patiño.
En 2010 Raquel fue conductora en el programa TV Millones, al lado de Raul Araiza y Penelope Menchaca.
En 2014 participó en la serie de Telehit Cuenta pendiente, y posteriormente en las telenovelas Muchacha italiana viene a casarse (2014), Pasión y poder (2015)  y Tenías que ser tú (2018).   
En 2019, su espléndida interpretación en la producción Amar a muerte le hizo ganar el premio a la Mejor Primera Actriz en los premios TVyNovelas.

## Trayectoria

### Telenovelas
- El precio de amarte (2024) .... Perpetua Barrientos[1]
- Médicos, línea de vida (2019-2020) .... Elena Estrada de Juárez
- Amar a muerte (2018-2019) .... Bárbara
- Tenías que ser tú (2018) .... Amanda Topete / Maribel Palacios[2]
- Pasión y poder (2015-2016) .... Petra / Samantha
- Muchacha italiana viene a casarse (2014-2015) .... Adela
- Corona de lágrimas (2012-2023) .... Martina Vda. de Durán[3]
- Miss XV (2012) .... Catalina Rosenda González De Los Monteros y Galicia de Contreras
- Atrévete a soñar (2009-2010) .... Nina
- Las tontas no van al cielo (2008) .... Hortensia "la secretaria"
- Amor sin maquillaje (2007)
- La fea más bella (2006-2007) .... Sara Patiño
- Amor real (2003)
- Las vías del amor (2002) .... Tere "la secretaria"
- Gente bien (1997) .... Martita

### Series de televisión
- Somos oro (2024) - Conchita[4]
- El Junior: El Mirrey de los Capos (2023) - Marianela Quintana[5]
- Cecilia (2021) - Dolores[6]
- La fuerza de creer (2017) - Sol
- Renta congelada (2017) - Madame Patú
- Hoy voy a cambiar (2017) - Tere "La Secretaria"
- Por siempre Joan Sebastian (2016)
- Cuenta pendiente (2014)
- Como dice el dicho (2011-2016)[7]
- Mujer, casos de la vida real (6 episodios, 2000-2004)

### Programas de televisión
- Dr. Cándido Pérez.... Catalina "Catita" (2021)
- Me caigo de Risa .... Invitada (2020)
- Doble Sentido .... Varios personajes (2016)
- Estrella2 .... Varios personajes (2013)
- Todo incluido....Anita "la recamarera" (2013)
- TV Millones.... Conductora (2010)
- Décadas.... Experta de la década de los 90´ (2010)
- Hazme reír y serás millonario.... (2009)
- Objetos perdidos .... Varios personajes (2007)
- La oreja .... Tere "la secretaria" (2002-2007)
- Vida TV .... Tere "la secretaria" (2002-2005)
- Vas o no vas con Boletazo .... (2004)
- La parodia .... (2004)
- Otro rollo con: Adal Ramones .... Tere "la secretaria" (2004)
- Big Brother VIP: México .... Tere "la secretaria" (2004)
- Con todo .... Tere "la secretaria" (2004)

### Cine
- Welcome al norte[8] (2023)
- No manches Frida (Profesor de reemplazo) (2016) ... Miss Ingrid

- No manches Frida 2 (2018)...  Miss Ingrid
- La hija de Moctezuma (2014) ... Brígida Troncoso/La Gober Preciosa

### Teatro
- Rosa de dos aromas (2016).[9]
- Sexy laundry (2014)[10]

## Premios y nominaciones
Premios TVyNovelas (México)
| Año  | Categoría                  | Programa                          | Resultado |
| ---- | -------------------------- | --------------------------------- | --------- |
| 2019 | Mejor Primera Actriz       | Amar a muerte                     | Ganadora  |
| 2016 | Mejor Actriz de Reparto    | Muchacha italiana viene a casarse | Nominada  |
| 2003 | Mejor Actuación de Comedia | La Oreja                          | Ganadora  |

Diosas de Plata
| Año  | Categoría           | Película             | Resultado |
| ---- | ------------------- | -------------------- | --------- |
| 2015 | Revelación Femenina | La hija de Moctezuma | Ganadora  |

- Premios de la Agrupación de Críticos y Periodistas de Teatro "Coactuación femenina Volando al Sol" (2016)[11]